# Pilar Carracelas Argiz
Pilar Carracelas Argiz   (Barcelona, 9 de febrer de 1984) és una periodista catalana especialitzada en anàlisi política. Ha participat en tertúlies a TV3 i RAC1. Va llicenciar-se en Periodisme a la Universitat Autònoma de Barcelona i té un màster d'Anàlisi Política per la Universitat Oberta de Catalunya. Ha treballat a Televisió Espanyola, RAC1, TV3, BTV, La Sexta i l'Agència EFE. També dissenya estratègies de continguts web per a empreses. És molt present en les xarxes socials, sobretot a Twitter i a Youtube amb el vídeoblog L'Últim Diumenge Autonòmic. El març del 2022 va signar el manifest Defensem l'escola en català.